# 幼女戦記 (アニメ)
『幼女戦記』（ようじょせんき）は、カルロ・ゼンによる同名のライトノベルを原作とした日本のアニメ作品。
2016年1月にテレビアニメ化が発表され、第1期が2017年1月から3月までAT-Xほかにて放送された。第2期『幼女戦記II』は2021年6月にABEMAでの特番「『幼女戦記』生還記念座談会〜激闘を振り返って〜」で制作が発表され、同特番内で新規短編映像「砂漠のパスタ大作戦」が放送された。
2019年2月8日には完全新作アニメーション『劇場版 幼女戦記』が公開された。

## 登場人物
- ターニャ・デグレチャフ - 悠木碧[6]
- ヴィーシャ - 早見沙織[6]
- レルゲン - 三木眞一郎[6]
- ルーデルドルフ - 玄田哲章[6]
- ゼートゥーア - 大塚芳忠[6]
- ヴァイス - 濱野大輝[6]
- グランツ - 小林裕介[6]

## スタッフ
|                                   | 第1期                                         |
| --------------------------------- | --------------------------------------------- |
| 原作                              | カルロ・ゼン                                  |
| キャラクター原案                  | 篠月しのぶ                                    |
| 監督                              | 上村泰、春藤佳奈（副）                        |
| シリーズ構成・脚本                | 猪原健太                                      |
| キャラクターデザイン ・総作画監督 | 細越裕治                                      |
| サブキャラクター デザイン         | 谷口宏美、牧孝雄、髙田晴仁                    |
| 服飾デザイン                      | 谷口宏美                                      |
| 魔導具デザイン                    | 江畑諒真                                      |
| プロップデザイン                  | 森山洋                                        |
| 銃器デザイン                      | 秋篠Denforword日和、大津直                    |
| キーアニメーター                  | 石橋翔祐、栗田新一、堀内博之                  |
| エフェクト ディレクター           | 橋本敬史                                      |
| 軍事考証                          | 大藤玲一郎                                    |
| 美術監督                          | 平栁悟                                        |
| 色彩設計                          | 中村千穂                                      |
| 撮影監督                          | 頓所信二                                      |
| 3DCGIディレクター                 | 高橋将人                                      |
| 編集                              | 神宮司由美                                    |
| 音響監督                          | 岩浪美和                                      |
| 音楽                              | 片山修志                                      |
| 音楽プロデューサー                | 若林豪                                        |
| 音楽制作                          | KADOKAWA                                      |
| プロデューサー                    | 田中翔、菊島憲文、角木卓哉 礒谷徳知、新井恵介 |
| アニメーション プロデューサー     | 角木卓哉                                      |
| アニメーション制作                | NUT                                           |
| 製作                              | 幼女戦記製作委員会                            |

## 製作

### 経緯・スタッフィング
プロデューサーには、『オーバーロード』のプロデューサーを務めた田中翔が起用された。
田中は原作であるWeb小説の存在を知っていたが、単行本版の発行を知った際にアニメ化する前提で単行本版を読み込んだと、おたぽるとのインタビューの中で述べている。
田中は原作に含まれる思想や宗教についてどこまで反映させるべきか悩み、原作者のカルロ・ゼンから「テレビアニメにはテレビアニメのやり方があるので、エンターテインメントに徹してほしい」とアドバイスを受けた。
テレビアニメ版の監修はカルロ・ゼンが務めるほか、軍事考証として大藤玲一郎が参加している。
アニメーションは本作が初元請けとなるNUTが制作し、監督は元ガイナックスの上村泰が務める。田中は上村を起用した理由について、「2015年の監督作である『パンチライン』の演出が面白く、オールマイティにこなせると思った」とおたぽるとのインタビューの中で述べている。
猪原健太は本作で初めてシリーズ構成を務め、全ての回の脚本も手掛けている。田中は猪原を起用した理由について、「『デス・パレード』や『亜人』などのシリアスな作品に参加したことがあるからこそ、『幼女戦記』をおもしろくできるのではないか」とインタビューの中で答えている。
キャラクターのデザイン原案は単行本版の挿絵を手掛けた篠月しのぶが務め、メインキャラクターのデザインは総作画監督を兼任する細越裕治が担当した。また、ゲストキャラクターやモブキャラクターのデザインは谷口宏美、牧孝雄、髙田晴仁の三人が手掛けている。
このほかにも谷口宏美が服飾のデザインを、江畑諒真が魔導具のデザインを、秋篠Denforword日和と大津直が銃器のデザインをそれぞれ担当した。

### 脚本
原作となる小説は意図的に時系列がバラバラであるうえ、様々なキャラクターの視点で物語が展開する一方、テレビアニメ版は一本の物語として再構築され、ターニャの視点を通じて各国の状況が描かれている。たとえば、原作ではライン戦線のエピソードが巻をまたいで3篇にわたって語られているのに対し、テレビアニメ版では「ラインの悪魔」というサブタイトルで一つのエピソードとしてまとめられた。その一方で、再構築の過程で発生した違和感をなくす措置も行われた。
初期の構成案では原作通りの時系列で話が進行することになっていたが、猪原が『プライベート・ライアン』のように冒頭で引き込み、かつ視聴者がターニャに戸惑いを持たせる構成にしたいと考えた結果、第1話におけるターニャの内面描写は簡略化され、ヴィーシャとレルゲンの視点で物語が進むという構成になった。また、猪原は第2話の冒頭の舞台を現代にした理由について、「自分は海外ドラマが好きで、サブタイトルをプロローグにすれば視聴者に伝わると思った」とWebNewtypeとのインタビューで話している。
国家間の戦争を題材とする本作の登場人物の大半は男性であり、女性であるターニャとヴィーシャは異端な存在であると田中はインタビューの中で述べている。

### 演出・美術
上村は本作の方向性について、「原作小説をウイスキーのロックとするなら、アニメはハイボールでいく」とし、ターニャの魅力を中心とした構成にしたとWebNewtypeとのインタビューの中で述べている。また、上村は作品の雰囲気について、「原作を読んだ際、ゼートゥーアとルーデルドルフとレルゲンに魅力を感じ、アニメ化する際はしっかり彼らを描きたいと考えていたため、当初から落ち着いた雰囲気を作品全体にいきわたらせるよう意識した」と話している。
上村は"存在X"を登場させるか否かについて悩み、一時は存在Xと「おっさん」としてのターニャの部分をそぎ落とそうとも考えたが、ターニャの保身の動機付けを明確にしたいと考え、そのままにした。また、第2話で存在Xが周囲の人々を通じてターニャの前世である男性に語り掛けるという演出は、プロデューサーの一人である角木卓哉のアイデアである。
テレビアニメ版では、国ごとに特徴をつけるため、兵装や戦闘方法に差異がもたれた。たとえば、効率を重視する帝国軍の魔導士は演算宝珠といった必要最低限の装備で空を飛ぶ演出がとられ、共和国軍の魔導士は馬のような兵器に跨って飛行するという演出がとられた。
兵器や武器は架空のものであるが、実在のものをモチーフとしている。
テレビアニメ版のキャラクターデザインがコミカライズ版と異なる理由について、上村は「原作小説の扉絵のインパクトがあまりにも大きかったため、そのニュアンスが十分に出るキャラクターデザインにするよう心掛けた」とWebNewtypeとのインタビューで話している。

### 演技・キャスティング
テレビアニメ版ではサウンドドラマの配役から一新し、主人公であるターニャ・デグレチャフ役には悠木碧が、ターニャの副官となるヴィーシャ役には早見沙織が起用された。
当初上村はターニャのモノローグを男性声優に当ててもらおうと考えていたが、田中から「モノローグも幼女にしたい」提案を受け、話し合いの結果、現在の形になった。
また、重要人物の役にはベテラン声優が起用された一方、ターニャの部下の役には若い声優が起用された。
悠木は「オーディションの時から幼女の要素よりも化け物としての要素が強い演技の方が勝機があると思っていた」と『オーバーロード』との合同記者会見で話しており、WebNewtypeに寄せたキャストコメントの中でも「幼女3：化け物7くらいの比率で演じるようにした」と述べている。
ヴィーシャを演じる早見は、「以前から表情が豊かな女性だと思っていたが、絵が付いたことにより表情の幅が出ていると感じている。特に、ギャグパートでは、表情の崩れ具合に合わせて演技が変化した」と述べている。

## 主題歌
「JINGO JUNGLE」
MYTH & ROIDによるオープニングテーマ。初回以外の話数で使用され、第2話および第12話ではエンディング位置で使用された。
楽曲はインダストリアル・ロックとして制作されており、作品の世界観に合わせ、狂気じみた仕上がりとなっている。
「Los! Los! Los!」
ターニャ・フォン・デグレチャフ（声 - 悠木碧）によるエンディングテーマ。初回およびオープニングと後述の楽曲が用いられた話数以外で使用。作詞はhotaru、作曲は八木雄一、編曲はeba。
「戦線のリアリズム」
新菜まこによる第8話エンディングテーマならびに第9話挿入歌。作詞・作曲・編曲はHeart's Cry。

## 評価
本作1期のBlu-ray第1巻の初週売上は5,846枚を記録し、週間・Blu-rayアニメランキング（ORICON調べ）では4位を獲得した。第2巻の初週売上は5,538枚を記録し、週間・Blu-rayアニメランキング（同調べ）では9位を獲得した。第3巻の初週売上は5,912枚を記録し、週間・Blu-rayアニメランキング（同調べ）では5位を獲得した。
ライターのまにょは「2017年 年間ベストアニメTOP10」と題した年末企画で本作を6位にしている。
アニメ評論家の藤津亮太は本作のストーリーには「周囲が設定した状況の中で汲々と生きるしかない『普通の人々』」「優れた知性と行動力で状況を変える『自由』を持ったデグレチャフ少尉」「デグレチャフ少尉をさらに上部から見下ろすのが『存在Ｘ』」の3つの階層があると述べる。また、同氏はデグレチャフ少尉の「自由」について以下のように述べている。
同氏は最後に、デグレチャフ少尉のように自由を信じることの出来ない私たちが、かりそめに楽しめる「自由」と「不自由」が三層構造の中から浮かび上がってくるのが『幼女戦記』の面白さであると述べている。
第2回クランチロール・アニメアワードではターニャ・デグレチャフがBest Villain（ベストヴィラン賞）にノミネートされた。
第39回アニメグランプリでは女性キャラクター部門でターニャ・デグレチャフが20位を獲得している。
アメリカのアニメ評価サイト「Anime Trending」が主催した「第4回 Anime Trending Awards」での結果は以下の通り。
| 部門                                      | 対象                               | 結果 | 出典   |
| ----------------------------------------- | ---------------------------------- | ---- | ------ |
| ANIME OF THE YEAR                         | 幼女戦記                           | 3位  | [ 23 ] |
| BEST IN ADAPTATION                        | 幼女戦記                           | 6位  | [ 23 ] |
| BEST IN ANIMATION EFFECTS AND SEQUENCE    | 幼女戦記                           | 10位 | [ 23 ] |
| BEST IN SOUNDTRACK                        | 幼女戦記                           | 10位 | [ 23 ] |
| ACTION OR ADVENTURE ANIME OF THE YEAR     | 幼女戦記                           | 5位  | [ 23 ] |
| BEST VOICE ACTING PERFORMANCE BY A FEMALE | 悠木碧（ターニャ・デグレチャフ役） | 1位  | [ 23 ] |

## 各話リスト
| 第壱話    | ラインの悪魔       | 上村泰 谷口宏美                   | 上村泰          | 細越裕治                                                              | 2017年 1月6日  |
| 第弐話    | プロローグ         | 上村泰 谷口宏美                   | 赤松康裕        | 高田晴仁                                                              | 1月13日        |
| 第参話    | 神がそれを望まれる | 春藤佳奈                          | 春藤佳奈        | 谷口宏美                                                              | 1月20日        |
| 第肆話    | キャンパス・ライフ | 赤松康裕 春藤佳奈 谷口宏美 上村泰 | 丸山裕介        | 南井尚子 山口菜                                                       | 1月27日        |
| 第伍話    | はじまりの大隊     | サトウシンジ                      | 高村雄太        | 牧孝雄 谷口宏美 高田晴仁 栗田新一 細越裕治                            | 2月3日         |
| 第陸話    | 狂気の幕開け       | 熊澤祐嗣                          | 赤松康裕        | 梁博雅 斎藤美香 牧孝雄 谷口宏美 高田晴仁 南井尚子 三島詠子 緒方歩惟   | 2月10日        |
| 第陸.伍話 | 戦況報告           | -                                 | -               | -                                                                     | 2月17日        |
| 第質話    | フィヨルドの攻防   | 春藤佳奈                          | 春藤佳奈        | 牧孝雄 谷口宏美 高田晴仁                                              | 2月24日        |
| 第捌話    | 火の試練           | 小林寛                            | migmi           | 三島詠子 緒方歩惟 梁博雅 南井尚子                                     | 3月3日         |
| 第玖話    | 前進準備           | 丸山裕介 谷口宏美 上村泰          | 丸山裕介        | 三井麻未 山中正博 山村俊了 KIM SU-HO LEE JU-HYON                      | 3月10日        |
| 第拾話    | 勝利への道         | 上村泰 谷口宏美                   | 小野田雄亮      | 後藤圭佑 重原克也 林あすか                                            | 3月17日        |
| 第拾壱話  | 抵抗者             | 立川譲                            | 立川譲          | 牧孝雄 高田晴仁 谷口宏美                                              | 3月24日        |
| 第拾弐話  | 勝利の使い方       | 春藤佳奈 上村泰 谷口宏美          | 春藤佳奈 上村泰 | 南井尚子 緒方歩惟 三島詠子 あべたくじ 村田睦明 山口菜 東亮太 小島昌之 | 3月31日        |
| 閑話      | 砂漠のパスタ大作戦 | 上村泰 谷口宏美                   | 上村泰          | 細越裕治                                                              | 2021年 6月27日 |

## 放送局
| 放送期間               | 放送時間                    | 放送局     | 対象地域 | 備考                                 |
| ---------------------- | --------------------------- | ---------- | -------- | ------------------------------------ |
| 2017年1月6日 - 3月31日 | 金曜 22:00 - 22:30          | AT-X       | 日本全域 | 製作参加 / CS放送 / リピート放送あり |
| 2017年1月7日 - 4月1日  | 土曜 1:05 - 1:35 (金曜深夜) | TOKYO MX   | 東京都   |                                      |
| 2017年1月8日 - 4月2日  | 日曜 23:30 - 月曜 0:00      | KBS京都    | 京都府   |                                      |
| 2017年1月9日 - 4月3日  | 月曜 1:00 - 1:30 (日曜深夜) | サンテレビ | 兵庫県   | [ 注 3 ]                             |
|                        | 月曜 2:05 - 2:35 (日曜深夜) | テレビ愛知 | 愛知県   |                                      |
| 2017年1月10日 - 4月4日 | 火曜 0:30 - 1:00 (月曜深夜) | BS11       | 日本全域 | BS放送 / 『ANIME+』枠                |

| 配信期間                | 配信時間             | 配信サイト                                |
| ----------------------- | -------------------- | ----------------------------------------- |
| 2017年1月7日 - 4月1日   | 土曜 1:35 (金曜深夜) | AbemaTV                                   |
| 2017年1月20日 - 4月14日 | 木曜 12:00           | ニコニコ動画 / GYAO! / バンダイチャンネル |

## 関連商品

### BD / DVD
| 巻  | 発売日        | 収録話         | 規格品番   | 規格品番   |
| 巻  | 発売日        | 収録話         | BD         | DVD        |
| --- | ------------- | -------------- | ---------- | ---------- |
| 1   | 2017年4月26日 | 第1話 - 第4話  | ZMXZ-10981 | ZMBZ-10991 |
| 2   | 2017年5月24日 | 第5話 - 第8話  | ZMXZ-10982 | ZMBZ-10992 |
| 3   | 2017年6月28日 | 第9話 - 第12話 | ZMXZ-10983 | ZMBZ-10993 |
| BOX | 2022年3月30日 | 全12話         | ZMAZ-15391 | N/A        |

### 書籍
- 『幼女戦記 アニメ完全設定資料集』2017年5月31日初版発行（同日発売[30]）、ISBN 978-4-04-734640-6

## Webラジオ
『幼女戦記 ラジオの悪魔』は、2017年1月7日から7月1日まで音泉にて毎週土曜日に配信された番組。パーソナリティはターニャ・デグレチャフ役の悠木碧とレルゲン役の三木眞一郎。

## 短編アニメ
『ようじょしぇんき』はYouTubeにてWeb配信された短編アニメ。#00を除き、2週間限定配信となる。
TVアニメ公式サイトからも視聴可能。また、2022年3月30日発売のBlu-ray BOXに特典映像として全話収録された。
AbemaTVではYouTube公開に先んじて、本編と同様に最新話が配信された。
監督・脚本・演出は芦名みのる、ぷちキャラクターデザイン・作画監督はたけはらみのる、アニメーション制作はスタジオぷYUKAIが担当。
本編と異なる製作ラインで作成されたためか、ターニャが使用する銃の設定などに微妙に齟齬がある。
| #00 | 2017年 | 1月6日  | ターニャ |            |                              |          |
| #01 | 2017年 | 1月10日 | ターニャ | ヴィーシャ |                              |          |
| #02 | 2017年 | 1月16日 | ターニャ | ヴィーシャ |                              |          |
| #03 | 2017年 | 1月23日 | ターニャ | ヴィーシャ | シューゲル                   |          |
| #04 | 2017年 | 1月30日 | ターニャ | ヴィーシャ |                              |          |
| #05 | 2017年 | 2月6日  | ターニャ | ヴィーシャ | グランツ ケーニッヒ ノイマン |          |
| #06 | 2017年 | 2月13日 | ターニャ | ヴィーシャ |                              | ヴァイス |
| #07 | 2017年 | 2月27日 | ターニャ | ヴィーシャ | ケーニッヒ ノイマン          |          |
| #08 | 2017年 | 3月6日  | ターニャ | ヴィーシャ | ケーニッヒ ノイマン          | ヴァイス |
| #09 | 2017年 | 3月13日 | ターニャ | ヴィーシャ |                              | ヴァイス |
| #10 | 2017年 | 3月20日 | ターニャ | ヴィーシャ | グランツ ケーニッヒ ノイマン | ヴァイス |
| #11 | 2017年 | 3月27日 |          | ヴィーシャ | グランツ ケーニッヒ ノイマン | ヴァイス |
| #12 | 2017年 | 4月3日  | ターニャ | ヴィーシャ | グランツ ケーニッヒ ノイマン | ヴァイス |

## 劇場アニメ
2018年1月に劇場版新作アニメの制作が発表され、『劇場版 幼女戦記』のタイトルで2019年2月8日より公開。PG12指定。スタッフや声優はテレビアニメから続投する。同年2月15日には大ヒット御礼としてYouTubeにて本編映像一部が公開された。興行収入は4億2000万円。

### スタッフ
- 原作 - カルロ・ゼン[37][35]
- キャラクター原案 - 篠月しのぶ[37][35]
- 監督 - 上村泰[37][35]
- キャラクターデザイン・総作画監督 - 細越裕治[37][35]
- 脚本 - 猪原健太[37][35]
- 副監督 - 春藤佳奈[37][35]
- 服飾デザイン - 谷口宏美[37][35]
- 魔導具デザイン - 江畑諒真、月田文律[37][35]
- 銃器デザイン - 秋篠Denforword日和、大津直[37][35]
- エフェクトディレクター - 橋本敬史[37][35]
- 美術監督 - 上田瑞香[37][35]
- 色彩設計 - 中村千穂[37][35]
- 撮影監督 - 頓所信二[37][35]
- 3DCGIディレクター - 高橋将人[37][35]
- 編集 - 神宮司由美[37][35]
- 音響監督 - 岩浪美和[37][35]
- 音楽 - 片山修志[37][35]
- アニメーション制作 - NUT[37][35]
- 製作 - 劇場版幼女戦記製作委員会[37][35]
- 配給 - 角川ANIMATION[37][35]

### 制作
『劇場版 幼女戦記』でプロデューサーを務めた菊島憲文は公開初日の舞台挨拶にて、テレビシリーズの反響が大きく、その時点から続編の話はあったものの、熱量の大きさからテレビシリーズ終了まで保留にし、テレビシリーズ終了後にテレビシリーズか劇場用アニメ映画のどちらにするか天秤にかけ、音響やアクションシーンの迫力の観点から後者を選んだと述べている。
一方、音響監督の岩浪美和は、テレビアニメの終了間際に反響が良かったことから劇場版製作の決定が伝えられたと2019年3月に行われたWebNewTypeとのインタビューの中で説明している。

#### サウンド
岩波は音の演出において「劇場ならではの音楽の流れをどうやって作っていくか」という点が最も苦労したという。ターニャの目線で物語が進むテレビアニメとは異なり、劇場版ではターニャと敵対するメアリーの側にも視点が行き、描き方が変わっていくことが理由であるという。本作のクライマックスにおけるターニャとメアリーの一騎打ちのシーンでは一切音楽が使用されていないが、これは本来クライマックスで使われるはずの最も盛り上がる音楽をあえて使わないことで本作が伝えたいテーマのようなものを観客に考えてもらいたいという岩波の考えによるものである。

#### アフレコ
劇場版のキャストはテレビシリーズとほぼ同じである一方、同作からの新キャラクターであるビビ役には田村睦心が起用された。
本作のアフレコは2018年9月頃という、劇場アニメとしては遅いタイミングとされており、ターニャ役の悠木碧はヴィーシャ役の早見沙織となかなか始まらないと話していたと舞台あいさつの中で振り返っている。また、悠木はメアリー・スー役の戸松遥とはこれまで仲の良い役で出演することが多かったため、本格的な戦闘での掛け合いは初めてだと述べており、「戸松さんは瞬間的なお芝居をされるイメージなので、身を引き締めて掛からないと負けるぞ」と収録の際は意気込んでいたことを明かしている。また、田村は舞台挨拶の中で、悠木の演技が怖かったと打ち明けた際、悠木から「私じゃなくてターニャが怖いのよ」とフォローされていたと話している。

### 主題歌
『Remembrance』
作詞・作曲・歌はMYTH & ROID。

### 挿入歌
『Los! Los! Los!』
テレビアニメ版のエンディングテーマ。

### 反響・評価
本作の劇場版について岩波によれば、観客から「音が良い」という声が多く寄せられたとのこと。
映画レビューサービス「Filmarks」が発表した「2月第2週公開映画の初日満足度ランキング」では1位を獲得した。

## クロスオーバーアニメ
『異世界かるてっと』は、本作を含むKADOKAWA刊行の4作品（『Re:ゼロから始める異世界生活』、『オーバーロード』、『この素晴らしい世界に祝福を!』、『幼女戦記』）の登場人物が一堂に会し、プチキャラ化して登場するクロスオーバー作品。2019年4月から6月まで第1期、2020年1月から4月まで第2期が放送された。

## パチスロ
Sammyが販売を発表。
パチスロ
- パチスロ幼女戦記（2022年11月）[44]」